# Dům U Tří kominíčků
Dům U Tří kominíčků, někdy také zvaný U Sloupu, je dům čp. 9 na Starém Městě v Praze na Malém náměstí č. 5. Stojí mezi domy U Žluté sochy a U Zlatého bažanta. Je chráněn jako kulturní památka.
Dům je velmi úzký, jde totiž pouze o jižní polovinu původního domu. Ten vznikl ve 2. polovině 14. století (první zmínka k roku 1401), před rokem 1587 byla ale jeho severní část připojena k dnešnímu domu U Zlatého bažanta. Mezi lety 1562 a 1576 byl dům pravděpodobně renesančně přestavěn, nepřímo to dokládá výrazný nárůst jeho ceny. V roce 1803 byl přestavěn klasicistně Janem Nepomukem Palliardim, po roce 1816 pak ještě pozdně klasicistně. Další zásahy prodělal v letech 1956–1958.